# James M. Tunnell

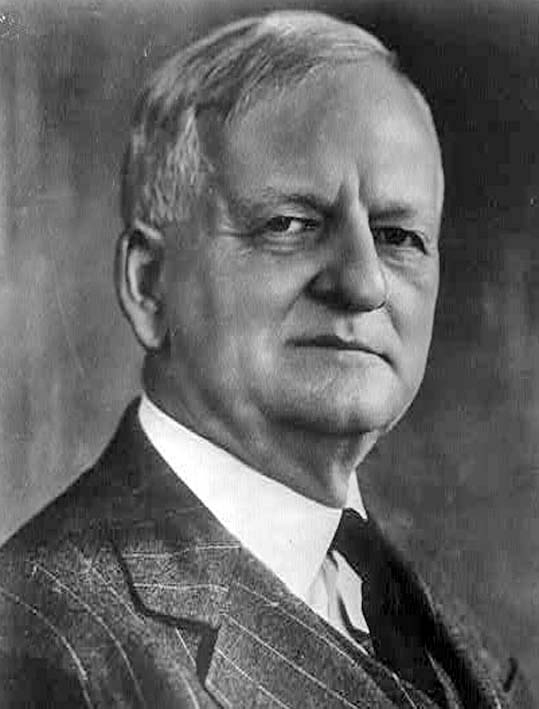
James M. Tunnell

James Miller Tunnell (* 2. August 1879 in Clarksville, Sussex County, Delaware; † 14. November 1957 in Philadelphia, Pennsylvania) war ein US-amerikanischer Politiker (Demokratische Partei), der den Bundesstaat Delaware im US-Senat vertrat.
James Tunnell wurde in der kleinen Ortschaft Clarksville nahe Millville geboren. Er besuchte die öffentlichen Schulen seiner Heimat und danach das Franklin College in Ohio, wo er 1900 seinen Abschluss machte. In der Folge arbeitete er als Lehrer und wurde Leiter der Schulen in Frankford, Selbyville und Ocean View. Während dieser Zeit studierte er außerdem die Rechtswissenschaften, woraufhin er 1907 in die Anwaltskammer aufgenommen wurde und in Georgetown als Jurist zu praktizieren begann.
Von 1919 bis 1932 stand Tunnell dem Bildungsausschuss der Stadt Georgetown vor. Außerdem betätigte er sich im Bankgewerbe und betrieb eine Reihe von Farmen im Sussex County. Im Jahr 1924 bewarb er sich erstmals um einen Sitz im US-Senat, doch er kam lediglich auf 41 Prozent der Stimmen und unterlag damit deutlich dem Republikaner T. Coleman du Pont.
1940 trat Tunnell erneut zur Senatswahl an, wobei er auf den republikanischen Amtsinhaber John G. Townsend traf. Er setzte sich mit 51 Prozent der Stimmen durch, woraufhin er sein Mandat im Kongress ab dem 3. Januar 1941 wahrnahm. Als Mitglied der demokratischen Mehrheitsfraktion stand er danach unter anderem dem Pensionsausschuss vor. 1946 bewarb er sich um die Wiederwahl, doch diesmal kam er über einen Anteil von 45 Prozent der Stimmen nicht hinaus und verlor folglich gegen den Republikaner John J. Williams, der ihn am 3. Januar 1947 als Senator ablöste.
Tunnell zog sich danach aus der Politik zurück und starb 1957 in Philadelphia.